# 자동차생활
자동차생활(自動車生活) 또는 카라이프(Carlife)는 대한민국의 자동차 잡지로, 1984년에 창간되었다.